# Carina Mair
Carina Mair (Innsbruck, 7 januari 1996) is een Oostenrijks voormalig skeletonster.

## Carrière
Mair maakte haar wereldbekerdebuut in het seizoen 2014/15 waar ze 16e werd, het seizoen 2015/16 deed ze het even goed en werd nog een 16e.
In 2016 nam ze deel aan het wereldkampioenschap in eigen land waar ze 22e werd individueel en 13e in de landenwedstrijd.
In 2012 nam ze deel aan de Olympische Jeugdspelen waar ze zilver won.

## Resultaten

### Wereldkampioenschappen
| Jaar | Plaats | Resultaat                           |
| ---- | ------ | ----------------------------------- |
| 2016 | Igls   | 22e Individueel 13e Landenwedstrijd |

### Wereldbeker
Eindklasseringen
| Seizoen   | Rang |
| --------- | ---- |
| 2014/2015 | 16e  |
| 2015/2016 | 16e  |